# مونته‌چیاروگولو
مونته‌چیاروگولو (به ایتالیایی: Montechiarugolo) یک کومونه در ایتالیا است که در استان پارما واقع شده‌است. مونته‌چیاروگولو ۴۸٫۰ کیلومتر مربع مساحت و ۱۰٬۷۹۱ نفر جمعیت دارد و ۱۲۸ متر بالاتر از سطح دریا واقع شده‌است.